# Alfonsine
Alfonsine je italská obec v provincii Ravenna v oblasti Emilia-Romagna.
V roce 2014 zde žilo 12 184 obyvatel.

## Poloha
Obec leží u hranic provincie Ravenna s provincií Ferrara. Sousední obce jsou: Argenta (Ferrara), Bagnacavallo, Conselice, Fusignano, Lugo a Ravenna.

## Vývoj počtu obyvatel
Zdroj: 